# August 2008
Portal Geschichte | Portal Biografien | Aktuelle Ereignisse | Jahreskalender | Tagesartikel

◄ |
20. Jahrhundert |
21. Jahrhundert

◄ |
1970er |
1980er |
1990er |
2000er
| 2010er | 2020er | 2030er | ►

◄ |
2004 |
2005 |
2006 |
2007 |
2008
| 2009 | 2010 | 2011 | 2012 | ►

◄ |
Mai 2008 |
Juni 2008 |
Juli 2008 |
August 2008 |
September 2008 |
Oktober 2008 |
November 2008 |
►
Dieser Artikel behandelt tagesbezogene Nachrichten und Ereignisse im August 2008.

## Tagesgeschehen

### Freitag, 1. August 2008
- Islamabad/Pakistan: Bei einem Unglück am K2 im Himalaya kommen 9 Bergsteiger ums Leben.[1]
- Konya/Türkei: Beim Einsturz eines Wohnhauses im Dorf Balcilar in der Nähe von Konya kommen 17 Schülerinnen eines Korankurses ums Leben.[2]
- Nuku'alofa/Tonga: George Tupou V. wird feierlich zum König von Tonga gekrönt.[3]
- Nunavut/Kanada: Totale Sonnenfinsternis im Nordpolargebiet (Liste der Sonnenfinsternisse des 21. Jahrhunderts)

### Samstag, 2. August 2008
- Istanbul/Türkei: Der Bombenanschlag auf ein Einkaufszentrum im Istanbuler Stadtteil Güngören, bei dem am 27. Juli 2008 17 Tote und 154 Verletzte verursacht wurden, soll nach Angaben des türkischen Innenministers Besir Atalay aufgeklärt sein. Es seien 8 Tatverdächtige seit Mitte der Woche in Untersuchungshaft.[4]
- München/Deutschland: Die Siemens AG will ihren Bereich Siemens Home and Office Communication Devices mit der Telefonfamilie Gigaset zum 1. Oktober 2008 zu 80 Prozent an die Beteiligungsgesellschaft Arques Industries verkaufen. Dabei sollen Beschäftigungsgarantien für die Standorte Bocholt mit 1.400 Mitarbeitern und München mit 250 Mitarbeitern gegeben werden.[5]
- Pretoria/Südafrika: Zehntausende Menschen feiern auf der zentralen Veranstaltung des African National Congress (ANC) den 90. Geburtstag von Nelson Mandela.[6]

### Sonntag, 3. August 2008
- Naina Devi/Indien: Durch eine Massenpanik beim Tempel der hinduistischen Göttin Naina Devi kommen mindestens 145 Menschen ums Leben.[7]

### Montag, 4. August 2008
- Kaschgar/China: Bei einem Granatenangriff auf eine Polizeistation in der Region Xinjiang werden 16 Beamte getötet.[8]

### Dienstag, 5. August 2008
- Hagen/Deutschland: Das Modehaus SinnLeffers stellt einen Antrag auf Eröffnung des Insolvenzverfahrens und will durch diesen Schritt möglichst viele seiner 47 Modehäuser erhalten.[9]

### Mittwoch, 6. August 2008
- Kundus/Afghanistan: Ein Attentäter sprengt sich in der Nähe einer Bundeswehrstreife in die Luft. Dabei werden drei Soldaten verletzt, einer stirbt im Oktober 2009 an den Spätfolgen.[10]
- Nouakchott/Mauretanien: Bei einem Putsch in Mauretanien sind Staatspräsident Sidi Mohamed Ould Cheikh Abdallahi sowie der Premier- und der Innenminister von aufständischen Offizieren festgenommen worden.[11]
- Tschechien: Das Entwicklerstudio SCS Software veröffentlicht das Simulationsspiel Euro Truck Simulator. Der Spieler fährt dabei durch 22 Städte in Europa und kann unterschiedliche Frachten transportieren.[12]

### Donnerstag, 7. August 2008
- Caracas/Venezuela: In Venezuela sterben 38 Warao-Indianer an einer von Vampir-Fledermäusen verursachten Tollwutepidemie.[13]

### Freitag, 8. August 2008

Logo der Olympischen Spiele

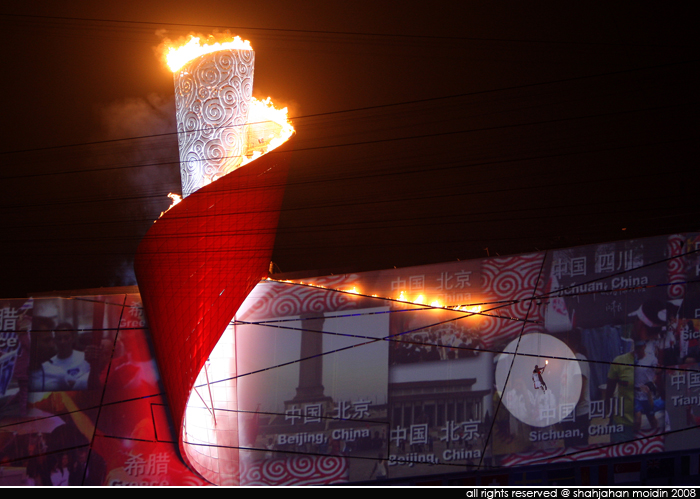
Das olympische Feuer

Abchasien in grün, Südossetien in pink, übriges Georgien in gelb

- Peking/China: Nach einer von Zhang Yimou inszenierten Eröffnungsfeier eröffnet der Chinesische Staatspräsident Hu Jintao die XXIX. Olympischen Spiele.
- Studénka/Tschechische Republik: Gegen 10:30 MESZ kommt es zu einem Zugunglück, als der EC 108 in die Trümmer einer einstürzenden Straßenbrücke fährt. Bei dem Unglück kommen mindestens zehn Personen ums Leben und mindestens 31 werden verletzt.[14][15]
- Stuttgart/Deutschland: Jens Lehmann kündigt seinen Rücktritt als Torwart der Fußballnationalmannschaft an.[16]
- Tiflis/Georgien: Um 00.45 MEZ erklärt Georgien der international nicht anerkannten Republik Südossetien den Krieg. Südossetien ist ein Teil Georgiens, wird aber fast ausschließlich von der Volksgruppe der Osseten bewohnt, welche im restlichen Georgien kaum vertreten ist.

### Samstag, 9. August 2008
- Peking/China: Ein Chinese greift zwei US-Touristen mit ihrem Stadtführer an und tötet einen von ihnen. Der zweite Tourist sowie der Führer werden verletzt. Nach der Bluttat stürzt sich der Täter vom historischen Trommelturm.[17]
- Zürich/Schweiz: Rund 820.000 Menschen aus ganz Europa kommen zur Street Parade am Zürcher Seebecken, das am frühen Nachmittag mit dem Umzug von 27 geschmückten „Love Mobiles“ beginnt und in diesem Jahr unter dem Motto „Friendship“ steht.[18]

### Sonntag, 10. August 2008
- Provinz Boumerdes/Algerien: Bei einem Selbstmordanschlag auf einen Gendarmerieposten sind acht Menschen getötet und 19 Menschen verletzt worden.[19]
- Georgien: Der Kaukasuskonflikt gegen die südossetische Schutzmacht Russland weitet sich weiter aus, auch in der abtrünnigen Region Abchasien hat Sergei Bagapsch den Kriegszustand ausgerufen. Russische Kampfjets bombardieren den Flughafen Tbilissi, den Hafen Poti und die Stadt Gori. Georgien ruft einen einseitigen Waffenstillstand für Südossetien aus, deren Umsetzung von Russland angezweifelt wird. Im Schwarzen Meer kommt es zu schweren Seegefechten zwischen georgischer Marine und der russischen Schwarzmeerflotte, die vor der georgischen Küste eine Seeblockade errichtet.[20]
- Kuqa/China: Nach einer Serie von über 20 Detonationen und Schießereien im Autonomen Gebiet Xinjiang tötet die Polizei sieben Männer, während Soldaten die Stadt abriegeln. Die Hintergründe des Aufruhrs sind nicht geklärt.[21]
- Peking/China: Michael Phelps hat die erste von seinen acht angestrebten Goldmedaille geholt. Der US-Amerikaner siegte über 400 m Lagen überlegen und verbesserte zugleich seinen eigenen Weltrekord um 1,5 Sekunden.[22]
- Toronto/Kanada: Bei einer Explosion in einer Propangasanlage kommt ein Feuerwehrmann ums Leben. 13.000 Anwohner müssen vorübergehend evakuiert werden.[23]

### Dienstag, 12. August 2008
- Moskau/Russland: Nach fünf Tagen Krieg im Kaukasus hat der russische Präsident Medwedew einen Stopp der Militäraktionen in Südossetien und Abchasien sowie einen Rückzug der russischen Soldaten angekündigt.

### Mittwoch, 13. August 2008

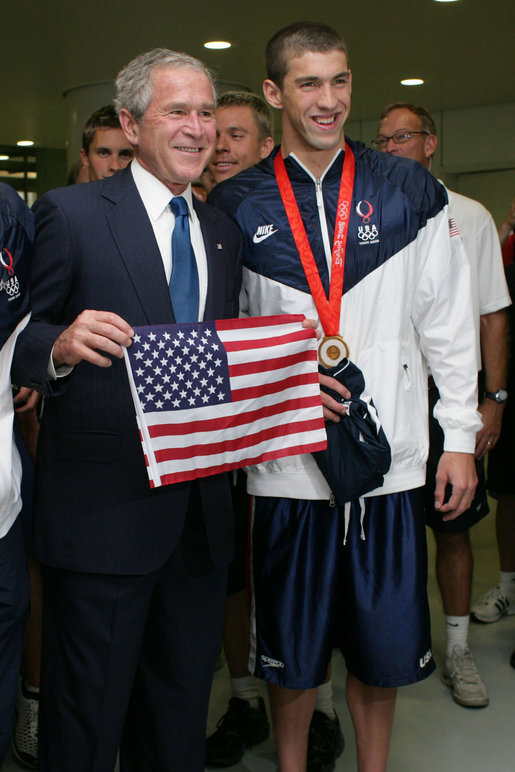
US-Präsident George W. Bush mit Michael Phelps

- Mitteleuropa: Die Perseiden sind in der Nacht zum 13. August von Mitteleuropa aus ab circa 02:00 Uhr am Himmel zu sehen.
- Peking/China: Nach dem Gewinn seiner elften Goldmedaille ist US-Schwimmstar Michael Phelps der erfolgreichste Teilnehmer bei den Olympischen Sommerspielen.

### Donnerstag, 14. August 2008
- Tripoli/Libanon: 18 Menschen kommen bei einem Anschlag ums Leben, vermutlich war er gegen den libanesischen Präsidenten Michel Suleiman gerichtet.[24]
- Warschau/Polen: Polen und die Vereinigten Staaten haben trotz heftiger russischer Kritik den Aufbau einer US-Raketenabwehr National Missile Defense (NMD) auf polnischem Boden beschlossen.[25]

### Freitag, 15. August 2008
- Berlin/Deutschland: Der deutsche Maschinenbau entwickelt sich mit einem deutlichen Exportwachstum 2008 und trägt stark zur Verbesserung der deutschen Arbeitsmarktlage bei.[26]
- Kassel/Deutschland: Bei den Restaurierungsarbeiten am Kasseler Herkules wird der Kopf wieder aufgesetzt.[27]
- Luxemburg/Luxemburg: Laut Eurostat sank im zweiten Vierteljahr 2008 das Bruttoinlandsprodukt der Eurozone gegenüber dem ersten Vierteljahr 2008 saison- und kalenderbereinigt um 0,2 %, darunter in Italien und Frankreich um 0,3 % und in Deutschland um 0,5 %.[28] In Deutschland nahm laut dem Statistischen Bundesamt das Bruttoinlandsprodukt preisbereinigt im ersten Quartal 2008 gegenüber Vorjahr um 1,8 % und im zweiten um 3,1 % zu. Saison- und kalenderbereinigt lauten die entsprechenden Raten 2,6 % und 1,7 %, das Wachstum hat sich also in saisonbereinigter Betrachtung abgeschwächt. Zweites Vierteljahr 2008 gegenüber erstem Vierteljahr 2008 schrumpfte das BIP um 0,5 % saison- und kalenderbereinigt.
- Peking/China: Michael Phelps gewinnt die sechste Goldmedaille über 200 Lagen und Britta Steffen holt Gold über 100 m Freistil.[29]

### Samstag, 16. August 2008

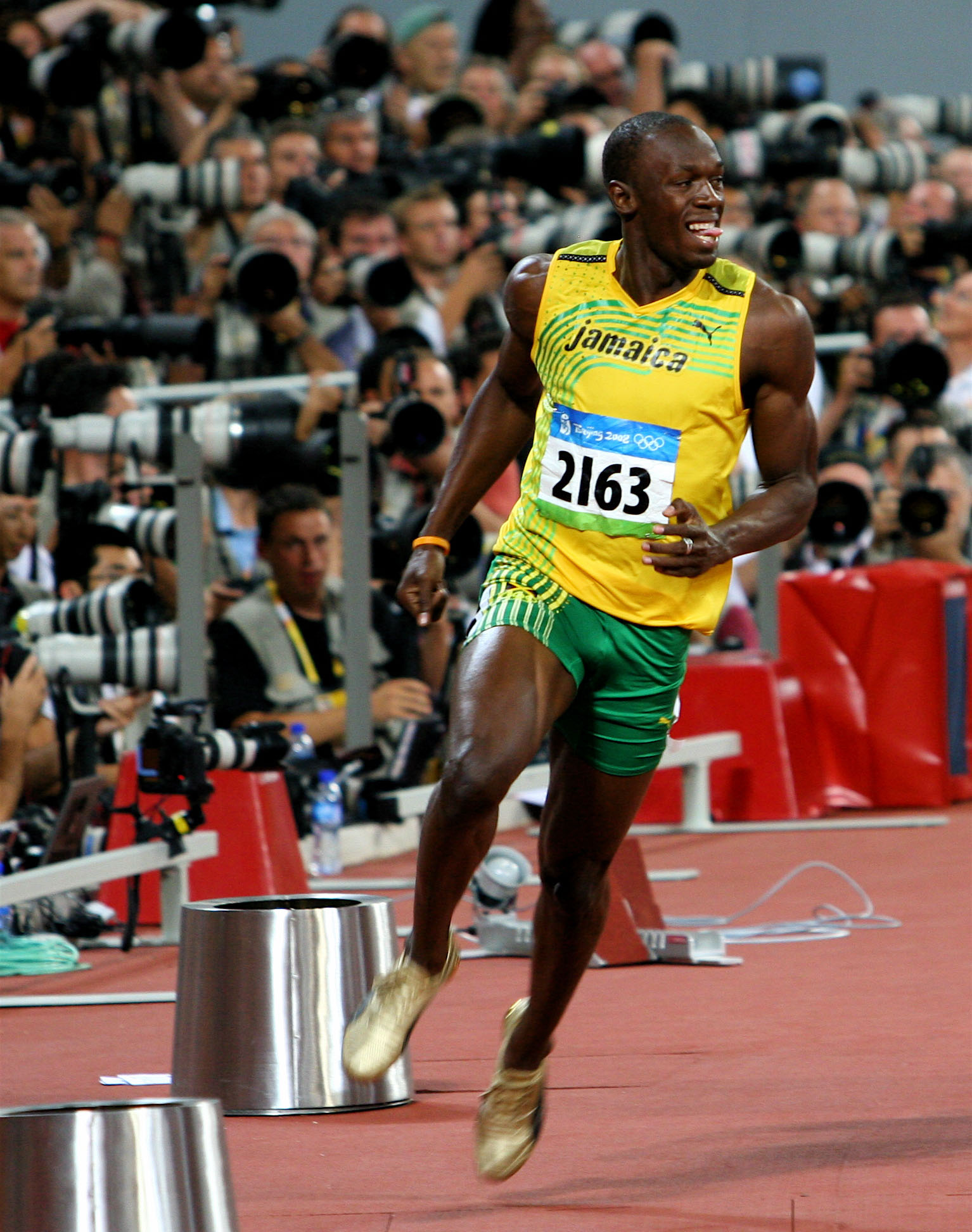
Usain Bolt erhält neun Goldmedaillen in Peking

- Mitteleuropa: Von ganz Mitteleuropa aus kann eine partielle Mondfinsternis beobachtet werden (Mondfinsternis am 16. August 2008).
- Mönchengladbach/Deutschland: Bei einem Gasunfall in einer Lackfabrik werden 107 Menschen verletzt.[30]
- Peking/China: Sprinter Usain Bolt aus Jamaika stellt mit 9,69 Sekunden einen neuen Weltrekord über 100 Meter auf.
- Peking/China: Michael Phelps gewinnt die siebente Goldmedaille und stellt damit den von Mark Spitz gehaltenen Rekord für die meisten bei einer Sommerolympiade gewonnenen Goldmedaillen ein.

### Sonntag, 17. August 2008
- Berlin/Deutschland: Zweieinhalb Monate nach seiner Einweihung ist das Denkmal für die im Nationalsozialismus verfolgten Homosexuellen in Berlin bei einem Anschlag schwer beschädigt worden.[31]
- Durach/Deutschland: Ein einmotoriges Sportflugzeug verfängt sich in einer Hochspannungsleitung. Das Ehepaar, das in 20 Meter Höhe festsaß, wird nach zwei Stunden von der Feuerwehr gerettet.[32]
- Havanna/Kuba: Der Tropensturm Fay fordert 4 Todesopfer in der Karibik.[33]
- Peking/China: Michael Phelps gewinnt die achte Goldmedaille und schlägt damit den seit 1972 gehaltenen Rekord von Mark Spitz. Britta Steffen holt Gold über 50 m Freistil.
- Peking/China: Die Olympiasportler des Vereinigten Königreiches gewinnen an einem Wochenende 8 Goldmedaillen in Peking.[34] Insbesondere die britischen Radrennfahrer sind mit Bradley Wiggins, Chris Hoy, Rebecca Romero und Nicole Cooke jeweils im Einzel und als Team mit Jamie Staff/Jason Kenny/Chris Hoy in Peking erfolgreich und dominieren den olympischen Radrennsport.
- Peking/China: Die Olympiasportler der Volksrepublik China gewinnen an einem Tag acht Goldmedaillen in Peking und führen den Medaillenspiegel mit 35 Goldmedaillen an.[35] Unter anderem gewinnt Wang Jiao im Ringen Gold, Zou Kai schafft Gold im Bodenturnen, Xiao Qin gelingt Gold im Turnen am Pferd, Guo Yue, Wang Nan und Zhang Yining gewinnen Gold im Tischtennis Doppel, Lin Dan erreicht im Badminton-Einzel Gold und Guo Jingjing erhält Gold vom 3-Meter-Sprungbrett im Synchronspringen.

### Montag, 18. August 2008

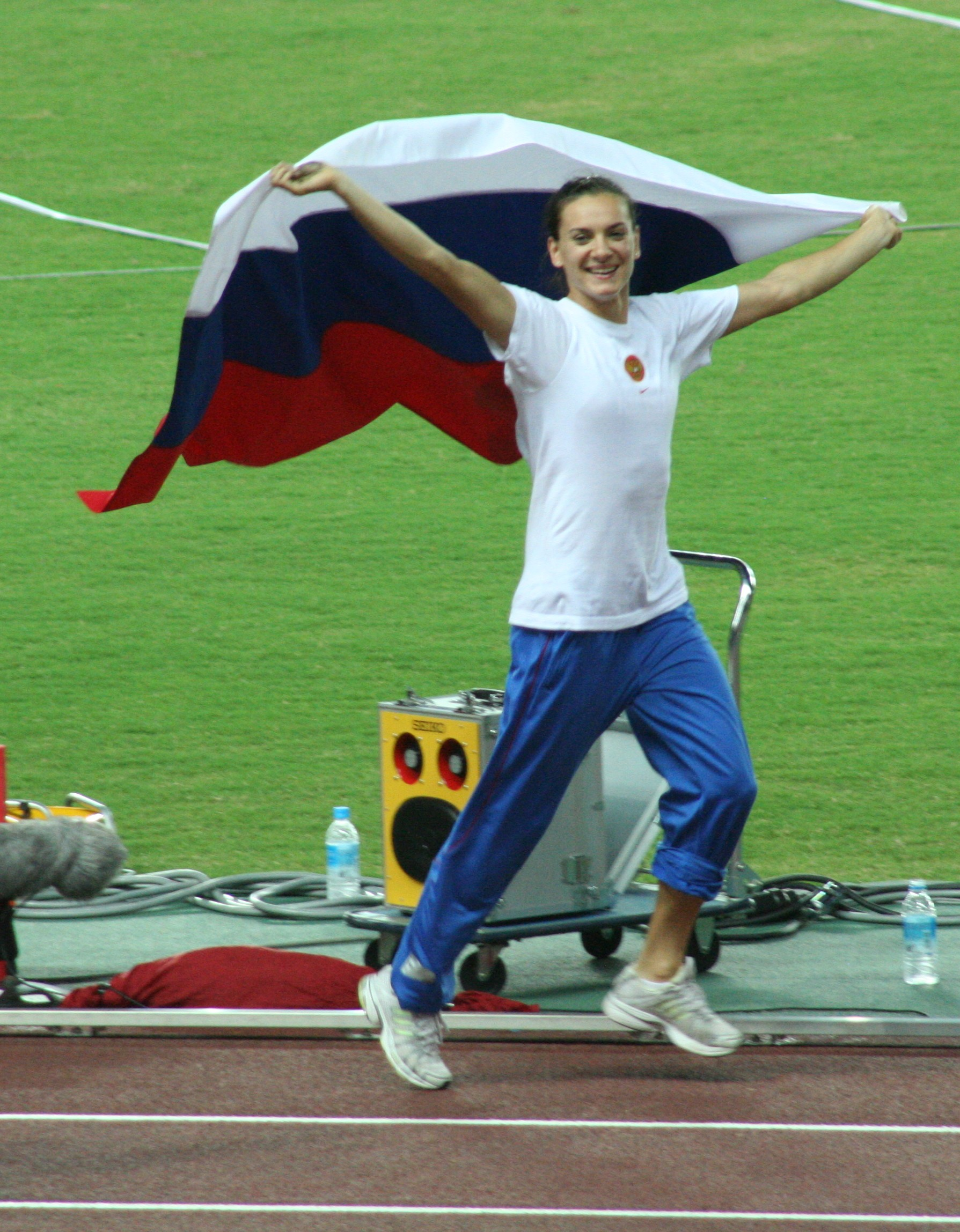
Jelena Issinbajewa

- Islamabad/Pakistan: Der pakistanische Staatspräsident Pervez Musharraf hat seinen Rücktritt angekündigt. Er kommt damit einem von der Pakistanischen Volkspartei angekündigten Amtsenthebungsverfahren zuvor.[36]
- Peking/China: Die Olympiasportler der Volksrepublik China dominieren die Wettbewerbe im Tischtennis. Mit 3:0 gewann das chinesische Team mit Wang Hao, Wang Liqin und Ma Lin, gegen die Deutschen Timo Boll, Dimitrij Ovtcharov und Christian Süß, die Silber erreichten. Bei den Frauen siegten ebenfalls die chinesischen Sportlerinnen Zhang Yining, Wang Nan und Guo Yue mit 3:0 gegen Singapur.
- Peking/China: Die Russin Jelena Issinbajewa gewinnt Gold im Stabhochsprung und erreicht mit übersprungenen 5,05 Meter einen neuen Weltrekord bei den Frauen.[37]

### Dienstag, 19. August 2008
- Algier/Algerien: Bei einem Selbstmordattentat der algerischen Terrororganisation Al-Qaida im Maghreb vor einer Polizeischule werden 43 Menschen in den Tod gerissen[38]
- Berlin/Deutschland: Als Reaktion auf die globale Finanzkrise tritt das sog. Risikobegrenzungsgesetz in Kraft, durch das der Schutz von Verbrauchern vor Kreditspekulationen verbessert werden soll. Durch das Gesetz wurde insbesondere § 1192 Abs. 1a in das Bürgerliche Gesetzbuch eingefügt, der das Sicherungsmittel der Grundschuld erheblich verändert.
- Kabul/Afghanistan: Bei Kampfhandlungen zwischen französischen Einheiten und Talibanmilizen kommen zehn französische Soldaten ums Leben.[39]
- Peking/China: Matthias Steiner gewinnt Gold im Gewichtheben (Superschwergewicht) und Jan Frodeno im Triathlon. Der Este Gerd Kanter wird Olympiasieger im Diskuswurf mit 68,82 Metern.[40]

### Mittwoch, 20. August 2008
- Berlin/Deutschland: Die deutsche Bundesregierung beabsichtigt mit einem Gesetzentwurf, deutsche Unternehmen stärker vor Übernahmen durch ausländische Staatsfonds mit Sitz außerhalb der Europäischen Union zu schützen.[41]
- Berlin/Deutschland: Die von Verkehrsminister Wolfgang Tiefensee (SPD) geplante Erhöhung der LKW-Maut von 13,5 auf 16,2 Cent pro Kilometer ab 1. Januar 2009 wird von der CDU/CSU-Mehrheit im Bundesrat abgelehnt. Die CDU-Verkehrsminister drängen auf eine Abmilderung und Verschiebung der Erhöhung der LKW-Maut.[42]
- Madrid/Spanien: Am Flughafen Madrid-Barajas fordert der Unfall einer McDonnell Douglas MD-82 der Spanair etwa 153 Tote und 19 Schwerverletzte. (Spanair-Flug 5022)[43]

### Donnerstag, 21. August 2008

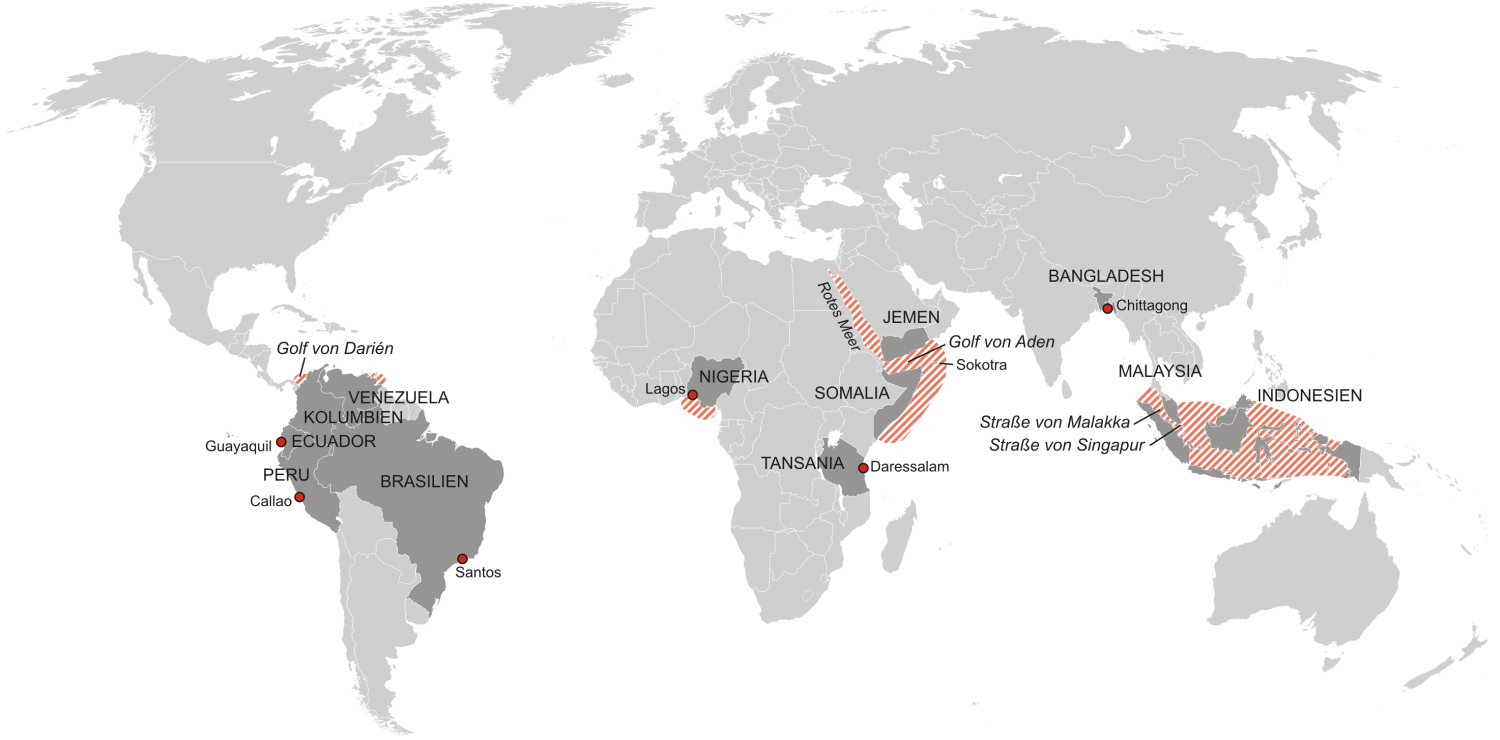
Weltweite Piraterie

- Islamabad/Pakistan: Bei zwei Selbstmordattentaten durch die Taliban vor einer Waffenfabrik in Wah, Pakistan kommen mindestens 64 Menschen ums Leben.[44]
- Somalia: Vor der Küste Somalias werden erneut drei Schiffe durch Piraterie gekapert.[45]

### Samstag, 23. August 2008
- Berlin/Deutschland: Das Denkmal für die ermordeten Juden Europas wurde durch die größten Schmierereien seit seiner Eröffnung 2005 geschändet. Das Landeskriminalamt geht von einer Tat durch Neonazis aus.[46]
- Cardiff / Vereinigtes Königreich: Beim Auftakt ihrer Europa-Tournee vergleicht Madonna den republikanischen Präsidentschaftskandidaten John McCain mit Adolf Hitler.[47]
- Lampedusa/Italien: Wie in jedem Sommer versuchen afrikanische Migranten, über das Mittelmeer nach Europa einzuwandern. Vor der italienischen Küste geraten Boote in Seenot und Menschen sterben.[48]
- Washington, D.C. / Vereinigte Staaten: Der designierte demokratische Präsidentschaftskandidat Barack Obama benennt Joe Biden als Kandidaten für das Amt des Vizepräsidenten.[49]

### Sonntag, 24. August 2008
- Bischkek/Kirgisistan: Bei einem Flugzeugabsturz in der Nähe des Flughafens Manas kommen mindestens 71 Menschen ums Leben.[50]
- Peking/China: Der Kenianer Samuel Wanjiru gewinnt den Marathonlauf mit einem neuen olympischen Rekord.[51] Gegen 20.00 Uhr Ortszeit beginnt die Abschlussfeier der Olympischen Spiele. Die erfolgreichste Nation sind die Vereinigten Staaten mit 112 Medaillen, allerdings haben chinesische Athleten mehr Goldmedaillen gewonnen. 41 Medaillen gehen nach Deutschland, sieben in die Schweiz, drei nach Österreich.

### Montag, 25. August 2008
- Denver / Vereinigte Staaten: Die dreitägige Democratic National Convention beginnt.
- Wülfrath/Deutschland: Der Bruch einer Überdrucksicherung war der Grund für den Gasunfall in einem Chemiewerk in Wülfrath mit 53 Verletzten. Eine Mischung mit der Chemikalie Dicyclopentadien sei dabei in einer gasförmige Wolke entwichen.[52]

### Dienstag, 26. August 2008
- Bihar/Indien: Bei einem Dammbruch am Fluss Koshi im indischen Bundesstaat Bihar werden weite Gebiete überflutet und 42 Menschen getötet.[53]
- Diyala/Irak: Mindestens 28 Menschen werden bei einem Selbstmordanschlag in der Provinz Diyala im Irak getötet.[54]
- Moskau/Russland: Der russische Staatspräsident Dmitri Anatoljewitsch Medwedew erkennt die Unabhängigkeit von Abchasien und Südossetien an.

### Mittwoch, 27. August 2008
- Port-au-Prince/Haiti: Tropensturm Gustav fordert mindestens 22 Tote auf Haiti.[55]
- Venedig/Italien: Die Internationalen Filmfestspiele beginnen.

### Donnerstag, 28. August 2008
- New York / Vereinigte Staaten: Das Forbes Magazine wählt Angela Merkel das dritte Jahr in Folge zur mächtigsten Frau der Welt.[56]
- Nürnberg/Deutschland: Die Zahl der Arbeitslosen in Deutschland sank im August auf 3,196 Millionen. Das sind 14.000 weniger als im Juli und 510.000 weniger als vor einem Jahr.[57]

### Freitag, 29. August 2008
- Arktis: Zum ersten Mal sind die Nordostpassage und Nordwestpassage in der Arktis für einige Zeit gleichzeitig befahrbar, auch ohne Eisbrecher.
- Berlin/Deutschland: Die Bundesregierung prüfe nach Aussagen von Bundeswirtschaftsminister Michael Glos nach dem Kaukasus-Konflikt 2008 mit Russland den Aufbau einer nationalen Erdgasreserve. Durch eine Erdgasreserve, ähnlich der strategischen Ölreserve, solle Deutschland auch gegen Lieferunterbrechungen durch Russland (siehe Russisch-ukrainischer Gasstreit) unabhängiger werden.[58]
- Bihar/Indien: Nach einer Flutkatastrophe im Bundesstaat Bihar sind über 3,5 Millionen Menschen auf der Flucht.[59]
- Dayton / Vereinigte Staaten: Der republikanische Präsidentschaftskandidat John McCain nominiert Sarah Palin, die Gouverneurin von Alaska, als Vizepräsidentschaftskandidatin.[60]
- Köln/Deutschland: Der Stadtrat von Köln stimmt mehrheitlich für die Errichtung einer Großmoschee im Stadtteil Ehrenfeld. Die Stadtverwaltung erteilte daraufhin die Baugenehmigung.[61]

### Samstag, 30. August 2008
- Mexiko: Bei einer landesweiten Aktion demonstrierten Hunderttausende gegen die Entführungswelle in Mexiko. 2007 fanden allein 758 bekannt gewordene Entführungsfälle in einem Jahr statt.[62]
- Panzhihua/China: Ein Erdbeben der Stärke 6,1 erschüttert den Süden der chinesischen Provinz Sichuan, dabei sterben 41 Menschen und mehr als 500 weitere werden verletzt.[63]
- Thailand: In Thailand kommt es zu Demonstrationen gegen den amtierenden thailändischen Ministerpräsident Samak Sundaravej, u. a. die Tourismusbranche spürt die Auswirkungen der Demonstrationen.[64]

### Sonntag, 31. August 2008

Logo der Dresdner Bank

- Bihar/Indien: Durch einen Monsun sterben in Indien 1700 Menschen, mehr als eine Million Menschen werden in der Provinz Bihar obdachlos.[65]
- Düsseldorf/Deutschland: Nach dem Tod des Oberbürgermeisters Joachim Erwin (CDU) wählen die wahlberechtigten Bürger der Stadt mit knapp 60 % der Stimmen Dirk Elbers (CDU) zu dessen Nachfolger.[66]
- Frankfurt am Main / Deutschland: Von der Allianz SE übernimmt die Commerzbank die Dresdner Bank für 9,8 Milliarden Euro.[67]
- Golf von Mexiko: Hurrikan Gustav zieht mit Windgeschwindigkeiten von mehr als 230 km/h über Kuba hinweg und richtet dort schwere Zerstörungen an.[68] Unterdessen wird die Metropole New Orleans komplett geräumt, auf die sich der Sturm zubewegt.[69]

## Weblinks

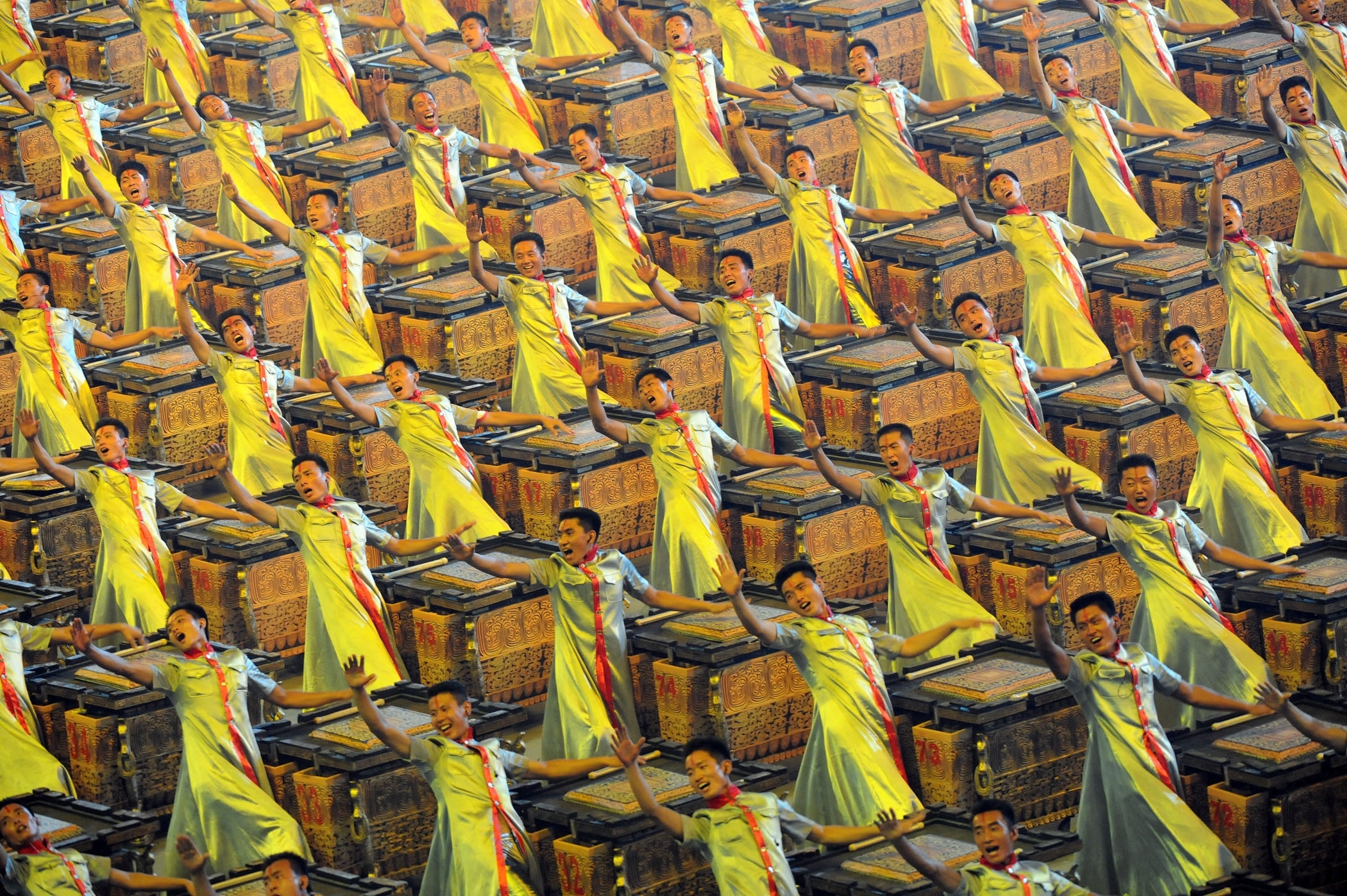
Peking im August 2008